# شاه، بی‌بی، سرباز
شاه، ملکه، سرباز (انگلیسی: King, Queen, Knave) یک فیلم کمدی به کارگردانی یژی اسکولیموفسکی است که در سال ۱۹۷۲ منتشر شد. این فیلم بر پایهٔ رمانی به همین نام اثر ولادیمیر نابوکوف ساخته شد.

## گزیدهٔ بازیگران
- جینا لولوبریجیدا
- دیوید نیون
- جان مولدر-براون
- ماریو آدورف
- باربارا ولنتین
- اِلما کارلووا
- کریستین شوبرت
- یژی اسکولیموفسکی